# 剣崎進
剣崎 進（けんざき すすむ、1966年9月11日 - ）は、1990年代前後に活動した日本の元AV男優。
バブル期から20年以上男優をしていたが、2009年に引退。

## 来歴・人物
埼玉県出身。島袋浩と同じ高校出身。
高校卒業後、建設作業員、トラック運転手、内装などを経験。美容師免許を取得。
21歳でAV業界入り。ホットエンターテイメントの作品に600本以上出演。
小柄で筋肉質。全身日焼けした「遊び人」のような風貌でナンパものなどに多く出演。陰茎は男優としては短小。このことは、2000年代以降、モザイク基準の異なる新興セルメーカーが台頭すると結合部の接写にはストロークの長さが足りず不向きとされ、次第に敬遠されがちな男優の一人となる。
2005年8月、AV監督デビュー。同期に島袋、チョコボール向井がいる

。
引退後は2022年6月時点で介護職に就いていて、介護YouTuberとしても活動。

## 出演作品

### アダルトDVD・VHS（主な作品）
- 沢木和也のナンパ帝国[5]〔シリーズ〕（アトラス21、1994～2000年）
- @地上20m 空中ファック Vol.2[6]（SODクリエイト、1996年）
- 剣崎進の潮吹き調教　松崎リナ編（アルファーインターナショナル、2001年8月19日）
- 元祖ナンパ男優 剣崎進親分の居酒屋ナンパ！〔シリーズ〕（プラチナソフト、2005年）
- ガチンコ駅前ナンパバトル〔シリーズ〕（ビッグモーカル、2005～2006年）
- 列島お花見最前線大満開（アリーナエンターテインメント、2005年5月21日）
- 島袋浩が行く！ザ人妻ナンパ武勇伝〔シリーズ〕（マドンナ、2006年）
- S級素人リアルギャルナンパ〔シリーズ〕（BRAVO、2006～2007年）
- ニューハーフと美少年 月野姫の極薄ヌキサシアナル（KTファクトリー、2007年2月9日）
- 世界一受けたいSEX講座 4時間集中講座スペシャル（アリウス、2007年2月28日）
- 素人カップルイジメ！彼氏の前で彼女が？〔シリーズ〕（ホットエンターテイメント、2007年）

他多数

## 一般出演
- 『A・S・O・C・O』（アソコ、1993年、JOCX-TV2枠、フジテレビジョン）
AV撮影現場（現代映像企画『ひとり締め 私のがめつい下半身』）での麻吹まどかとの共演シーンや単独インタビュー